# Chaetacanthidius unifasciatus
Chaetacanthidius unifasciatus är en skalbaggsart som beskrevs av Gilmour 1948. Chaetacanthidius unifasciatus ingår i släktet Chaetacanthidius och familjen långhorningar. Inga underarter finns listade i Catalogue of Life.